# 核足球
核足球（英語：Nuclear football）是一種特殊的通信工具，外表是個黑色手提皮包，內藏的工具允許美國總統即使在遠離指揮中心（如白宮戰情室）的情況下亦能授權發動核攻擊。作為美國戰略防禦系統的移動樞紐，它由五名副官24小時輪流保管，而他們正是代表美國武裝部隊的五個組成部分。
正常情況下，美國總統會在白宮戰情室直接下達核攻擊命令，只有在外出時才有機會用到「核足球」，例如乘坐空軍一號、海軍陸戰隊一號或總統車隊的時候。

## 歷史
「核足球」的歷史可以追溯到艾森豪威爾時期，但其使用方式是在古巴導彈危機後才出現，主要因為時任總統約翰·甘迺迪擔心處於古巴的蘇聯指揮官會繞過莫斯科擅自發射導彈，甚至美軍可能於未經由其批准的情况下擅自使用核武器攻擊蘇聯。肯尼迪曾經詢問了幾個有關發射美國核武器的問題，包括：
- 假設我收到來自受到嚴密保護的消息來源的信息，令我得出美國應立即對東方集團發動核打擊的結論。參謀長聯席會議的緊急行動檔案會否允許我發動此類攻擊，而無需事先諮詢國防部長和/或參謀長聯席會議？
- 我知道我的電話座機上的紅色按鈕能與白宮軍隊信號局（WHASA）的總機連接，而WHASA總機能立即將我接駁至聯合作戰室。如果我在沒有提前通知下打電話至聯合作戰室，我會向誰講話？
- 我會如何向聯合作戰室表示直接發動直接核打擊？
- 接受我的指示的人如何去驗證它們？

美聯社的一篇文章指出，「足球」這個綽號是源於代號「Dropkick」的攻擊計劃。
在吉米·卡特及羅納德·雷根擔任總統期間，他們都傾向於將發射代碼保存在他們的夾克口袋內。前任美國眾議院議員約翰·克林因在美國海軍陸戰隊擔任上校期間，曾經成為卡特及列根的副官並攜帶「核足球」。
在1981年的企圖暗殺發生後，這張代碼卡曾與列根分開过。当时創傷小組在急救室剪開列根的衣服並進行檢查時，卡片便掉落至他其中一隻在急救室地板上的鞋內，後來才被人發現。由於当时列根昏迷不醒，已經無法行使總統的職責，所以攜帶「核足球」的副官按規定立即返回白宮待命。另外在1973年6月，時任總統尼克遜在大衛營向到訪的蘇聯領導人列昂尼德·伊里奇·勃列日涅夫送上一部「林肯大陸」房車，其後布里茲尼夫突然駕駛這部房車並與尼克遜一同前往鄰近的高速公路，負責保護尼克遜的特勤局人員則被留於大衛營，而尼克遜與負責攜帶「核足球」的副官分開接近30分鐘。此外，時任總統的杰拉尔德·福特、占美·卡特、乔治·赫伯特·沃克·布什及比爾·克林頓都曾經與「核足球」分開一段時間。
由於「核足球」必須靠近總統，因此攜帶「核足球」的副官經常出現在媒體照片。2016年，在賓夕法尼亞州斯克蘭頓舉行的希拉莉·克林頓競選活動中，時任副總統的喬·拜登在發表演講時指出哪一位副官持有「核足球」，惹來部份保守派專家的批評。另外在2017年2月，在朝鮮向日本海上空發射具有攜帶核彈頭能力的「北極星二型」中程彈道導彈時，一名客人在海湖莊園內與攜帶「核足球」的副官合影，上傳至社交網站並在相片內標示他。其後美國軍方官員澄清，縱使他們也承認這種情況很奇怪，但官員出現在這張照片內並沒有違反適當程序，更沒有違法。
2017年11月8日，時任美國總統唐納德·川普出訪中華人民共和國時，中方一度拒絕手持「核足球」的美國軍官隨特朗普進入人民大會堂，雙方保安人員因此大打出手，之後美國特勤人員將動手的中國國安人員壓制在地，而中方國安事務負責人事後向美方道歉。而報導這件事的政治記者喬納森·斯旺寫道：「……中國人從未接触到甚或保管过核足球……中方維安事務負責人在事後因有所誤解而向美方道歉。」。2018年2月19日，美国特勤局官方Twitter帐号称“关于特朗普总统访华时特勤局压制中国官方人员的报道不实”。
2021年1月，在美国总统特朗普的任期末期，民间、军方和政界均开始高度关注特朗普手中的核权限和“核按钮手提箱”的转交问题。特朗普于1月8日表示不会参加新总统拜登的就职典礼，美国国防部就此对媒体回应称已有转交手提箱的备用计划，但细节不能透露。美国科学家联合会核信息部主任汉斯·克里斯滕森预测，备用的转交计划可能是启用备用核手提箱，特朗普手中的核手提箱到期作废。与此同时，美国政界呼吁了限制特朗普动用核武器，美国军方（国防部高级官员、参联会和导弹部队）有可能核实和拒绝总统下达的不合法发射指令。中国大陆军事评论家杜文龙、宋忠平等认为，特朗普动用核武器的可能性很小。同年2月，美國參議院在處理第二次特朗普彈劾案時，播出一段與國會大廈遭衝擊事件相關的片段。片段顯示時任副總統迈克·彭斯與攜著核足球的軍官在特勤局人員護送下前往安全地方，而示威者與他們的距離最短只有約30公尺。反核武擴散組織「犁頭基金會」指出，示威者奪得彭斯的核足球或會引起全面恐慌與混亂，但實際上他們不可能藉此下令發射核武。

## 設計
根據華盛頓郵報的一篇文章指出，總統總是由一名副官陪同，而這名副官則攜帶著附有核武器發射代碼的「足球」。「足球」是由零·哈里伯頓專門製造，外表為一個黑色柔軟皮包，皮革底下縫有由鈦金屬。皮包的總重量約45磅（20公斤），安裝有密碼鎖。另外，在皮包近提把位置有一支小型天線突出。
白宮軍事辦公室前主任華倫·比爾·格里在其《Breaking Cover》一書中寫道：
「足球」內藏四份文件，包括：一份被稱為「黑色手冊」，羅列了四種核武器攻擊程度不同的行動方案，記錄了美國的核彈數目、部署地點及發射預定路綫等內容的文件；一份秘密基地名單，羅列了在緊急情況下可供美國總統使用的秘密基地的名單；一份有關緊急廣播程序、裝有八至十頁紙的文件夾，當中記錄了進行核武器攻擊後，美國總統在進行全國廣播的程序；一張3×5英吋的認證卡，記載有美國總統的認證號碼，此卡未被確認時，以美國總統名義下達的任何命令均為無效。

## 使用
在發生緊急情況時，當總統決定下令使用核武器，副官會把總統帶到一邊並打開手提箱，其後向參謀長聯席會議發出一個指揮信號或「警戒」警報。然後，總統將與副官一同審查攻擊預案並從中選擇合適的方案，預案範圍包括發射一枚巡航導彈，甚至是發射全部洲際導彈。這些預先製定的戰爭計劃是根據OPLAN 8010（以前稱為單一綜合作戰計劃）而開發。在經過雙人驗證程序後，代碼會被輸入至啟動連接裝置。
在軍方處理此命令前，總統需要使用手提箱內的認證卡以確認身份，而這張認證卡的綽號為「餅乾」。基於美國的核發射設施採用雙人管理制度，只有總統能下令發射核武器，但此命令必須由國防部長核實是總統本人發出的確實命令（如果總統不幸在襲擊中身亡，則按繼任順序依序遞補，若所有繼任依序全數身亡，則按照指定倖存者規則讓指定倖存者繼任美國總統）。此驗證過程僅驗證命令是否由總統本人發出，國防部長並沒有否決權，而且必須遵守總統的命令。當成功驗證所有代碼，軍方便會向適當單位發佈攻擊命令。但有意見認為，總統幾乎擁有一次啟動核武攻擊的權力，而國防部長只是需要核實其命令的真確性，卻無法在法律上否決命令。
「核足球」由五名副官24小時輪流保管，而他們皆來自五大軍種。副官是美國軍方的軍官，工資級別為O-4或以上，並通過了全國最嚴格的背景調查（Yankee White）。當值副官必須隨時隨地讓總統看到「核足球」，因此他總是在伴隨在總統附近，包括在乘坐空軍一號、海軍陸戰隊一號或總統車隊的時候。
記者羅恩·羅森巴姆指出，指揮系統能驗證指揮官的身份及命令的真實性從而展開核攻擊的作戰計劃，但卻沒有任何保障措施來驗證發佈命令的人實際上是否理智。值得注意的是，少校哈羅德·赫林因在1973年提問：「我如何知道我收到的核導彈發射命令是來自一個理智的總統？」而被空軍解僱，而當時擔任總統的是理查德·尼克松。
在總統就職典禮、參眾兩院聯席會議以及国情咨文時，被列為指定幸存者的內閣閣員及國會議員於秘密地點待命期間，也會有手持核足球的副官跟隨。